# Krystyna Rejnowicz
Krystyna Rejnowicz (ur. 2 marca 1948 w Gdyni) – polska dziennikarka radiowa, recenzentka muzyczna, propagatorka jazzu i producentka muzyczna. Wieloletnia dziennikarka Polskiego Radia Gdańsk, z wykształcenia muzykolog.

## Życiorys
Absolwentka Wydziału Teorii i Kompozycji Państwowej Wyższej Szkoły Muzycznej w Gdańsku (1974). Przez 37 lat pracowała w Polskim Radiu Gdańsk (m.in. od 1975 roku publicystka w Redakcji Muzycznej, którą kierowała) i okazjonalnie w TVP3 Gdańsk. Od 1985 roku należała do Stowarzyszenia Dziennikarzy Rzeczypospolitej Polskiej. Była również producentką nagrań takich wykonawców jak m.in.: Marek Grechuta, SBB czy Golden Life. Została uhonorowana Brązowym Krzyżem Zasługi (1985), Srebrnym Krzyżem Zasługi (2005), tytułem „Zasłużony dla Kultury”, nagrodą specjalną Festiwalu w Sopocie i Teatru Muzycznego w Gdyni, a także Nagrodą Programu III Polskiego Radia za promocje młodych muzyków i Bursztynowym Mikrofonem Radia Gdańsk.